# آرت کلوکی
آرتور (آرت) کلوکی (به انگلیسی: Arthur "Art" Clokey) (زادهٔ ۱۲ اکتبر ۱۹۲۱، درگذشت ۸ ژانویه ۲۰۱۰) یکی از پیشگامان پویانمایی خمیری بود و هم او بود که باعث محبوبیت این هنر میان مردم شد. اولین تجربهٔ او به سال ۱۹۵۵ به ساخت فیلم گامبازیا بازمی‌گردد. استاد او اسلاوکو ورکاپیچ در دانشگاه کالیفرنیای جنوبی در ساخت این اثر بسیار مؤثر بود.
پس از پروژهٔ گامبازیا، آرت و همسرش راٍث، شخصیت گامبی را خلق کردند، از آن پس گامبی و اسبش پوکی (Pokey) به چهره‌هایی آشنا در تلویزیون بدل شدند و در چندین سریال حضور داشتند که دو مورد از آن‌ها عبارتند از نمایش هودی دودی (Howdy Doody Show) و ماجراهای گامبی. در دههٔ ۱۹۸۰ این شخصیت‌ها بازسازی شدند و ادی مورفی هنرپیشهٔ آمریکایی در نقش گامبی در برنامهٔ زندهٔ ساتردی نایت لایو ظاهر شد، این کار او با استقبال بیننده‌ها روبرو شد. در دههٔ ۱۹۹۰، فیلم گامبی هم ساخته شد و به نمایش درآمد که این بار با استقبال بیشتری از سوی مردم روبرو شد.
دومین کار پرآوازهٔ کلوکی، پویانمایی دیوی و گولیاث (Davey and Goliath) نام داشت که هزینهٔ آن از سوی کلیسای لوتران آمریکا فراهم می‌شد. شرکت گوگل به افتخار تمامی تلاش‌های کلوکی در زمینهٔ پویانمایی‌های خمیری، و برای بزرگداشت نودمین زادروز او، ناموارهٔ خود را در ۱۲ اکتبر، به احترام او تغییر می‌دهد. در سال ۲۰۱۱، این نامواره شبیه شخصیت‌های خمیری داستان‌های او شد.

## زندگی
آرت کلوکی در ۱۲ اکتبر ۱۹۲۱ در دیترویت، میشیگان به دنیا آمد. او پس از تولد، آرتور چارلز فرینگتون نامیده شد. هنگامی که ۹ سال داشت پدر و مادرش از هم جدا شدند و او پیش پدرش، چارلز فرینگتون، ماند. پس از مرگ پدرش در یک تصادف جاده‌ای به نزد مادرش در کالیفرنیا رفت تا با او زندگی کند اما ناپدری اش چندان علاقه‌ای به نگهداری و بزرگ کردن پسر مرد دیگری نداشت، برای همین آرتور را به یتیم‌خانه فرستادند. هنگامی که ۱۲ سال داشت جوزف کلوکی که یک آهنگساز موسیقی کلاسیک بود او را به فرزندی پذیرفت. جوزف کلوکی علاوه بر آهنگسازی، در کالیفرنیا به آموزش موسیقی نیز می‌پرداخت، او آرتور را به مدرسه فرستاد، او را با خود به مسافرت‌های کانادا و مکزیک می‌برد و در این میان به او نقاشی، طراحی و فیلم‌سازی نیز می‌آموخت. فضای هنری که آرتور در آن بزرگ شد باعث شد تا او بتواند شخصیت پرآوازهٔ گامبی را خلق کند. نام گامبی به دوران بچگی او، هنگامی که در تابستان برای دیدن پدربزرگش به مزرعهٔ آن‌ها رفته بود بازمی‌گردد. او در آن مزرعه بود که با گِل خمیر درست می‌کرد و با آن بازی می‌کرد. او نام آن را گامبو (gumbo) گذاشته بود.

## مرگ
آرت کلوکی در ۸ ژانویهٔ ۲۰۱۰ در ۸۸ سالگی، در لوس آسوس کالیفرنیا هنگامی که خواب بود، از دنیا رفت. او درحالی چشم از این جهان فروبست که از عفونت‌های ادراری رنج می‌برد.